# Tamniès
Tamniès är en kommun i departementet Dordogne i regionen Nouvelle-Aquitaine i sydvästra Frankrike. Kommunen ligger i kantonen Sarlat-la-Canéda som tillhör arrondissementet Sarlat-la-Canéda. År 2022 hade Tamniès 405 invånare.

## Befolkningsutveckling
Antalet invånare i kommunen Tamniès
Referens:INSEE